# Ostromecko
Ostromecko (niem. Ostrometzko) – wieś w Polsce, położona w województwie kujawsko-pomorskim, w powiecie bydgoskim, w gminie Dąbrowa Chełmińska. W latach 1975–1998 miejscowość administracyjnie należała do województwa bydgoskiego. 

## Położenie
Ostromecko położone jest w gminie Dąbrowa Chełmińska, powiecie bydgoskim, na skraju historycznej Ziemi Chełmińskiej. Miejscowość zlokalizowana jest na Wysoczyźnie Chełmińskiej oraz częściowo w Dolinie Wisły, w mezoregionie Dolina Fordońska. Oba mezoregiony rozgranicza Zbocze Mariańskie o wysokości względnej około 50 m, pocięte siecią dolinek i wąwozów denudacyjnych. W pobliżu Wisły znajduje się odcięte koryto rzeczne, zwane jeziorem Ostromeckim, oraz łachy zwane Reptówkami. Miejscowość znajduje się w obrębie Zakola Dolnej Wisły oraz Fordońskiego Przełomu Wisły.

## Nazwa
Istnieje kilka hipotez co do genezy nazwy miejscowości. Według Zdzisława Raszei może pochodzić ona od języka ludów Azji Mniejszej (Scytowie)[niewiarygodne źródło?]. Etymologia ludowa wywodzi nazwę od ostrych mieczy, językoznawcy – od „ostrego i mętnego” toku Wisły. W dokumentach widnieją określenia: Ostromezh (1222), Ostromitz (1414); Ostromyecz (1467); Ostromitcz, Ostromeytcz (1480); Ostromiecz (1570); Ostromęck (1667); Ostrometzko (1772-1920); Ostromecko (1920-1939 i od 1945). W latach 1939 - 1942 powrócono do starej nazwy Ostrometzko, lecz po przeprowadzonej zamianie nazw miejscowości w Okręgu Rzeszy Gdańsk-Prusy Zachodnie, w latach 1942 - 1945 nazywała się Ostrometz.

## Charakterystyka
Ostromecko ma charakter wsi podmiejskiej i letniskowej położonej w ciekawym topograficznie i przyrodniczo terenie. Miejscowość od lat 90. XX wieku wyróżnia się pod względem dynamiki rozwoju, korzystając z procesu suburbanizacji okolic Bydgoszczy. Najcenniejszym obiektem we wsi jest zespół pałacowo-parkowy, utrzymywany przez miasto Bydgoszcz. Ponadto miejscowość dysponuje m.in. przedszkolem, szkołą podstawową i gimnazjum, przychodnią, klubem sportowym, restauracją i hotelem. Najbardziej znanym lokalnym przedsiębiorstwem są Wody Mineralne Ostromecko.
Przez Ostromecko przebiega droga wojewódzka nr 551 ze Strzyżawy do Wąbrzeźna oraz linia kolejowa nr 209 Bydgoszcz Wschód – Brodnica. Na wschodnim obrzeżu wsi znajduje się przystanek kolejowy. Zabudowa mieszkaniowa koncentruje się głównie w części południowej na osiedlu Ostromecko-Zabasta. Na północnym wschodzie znajdują się ogrody działkowe „Łączność”.

## Zabytki Ostromecka

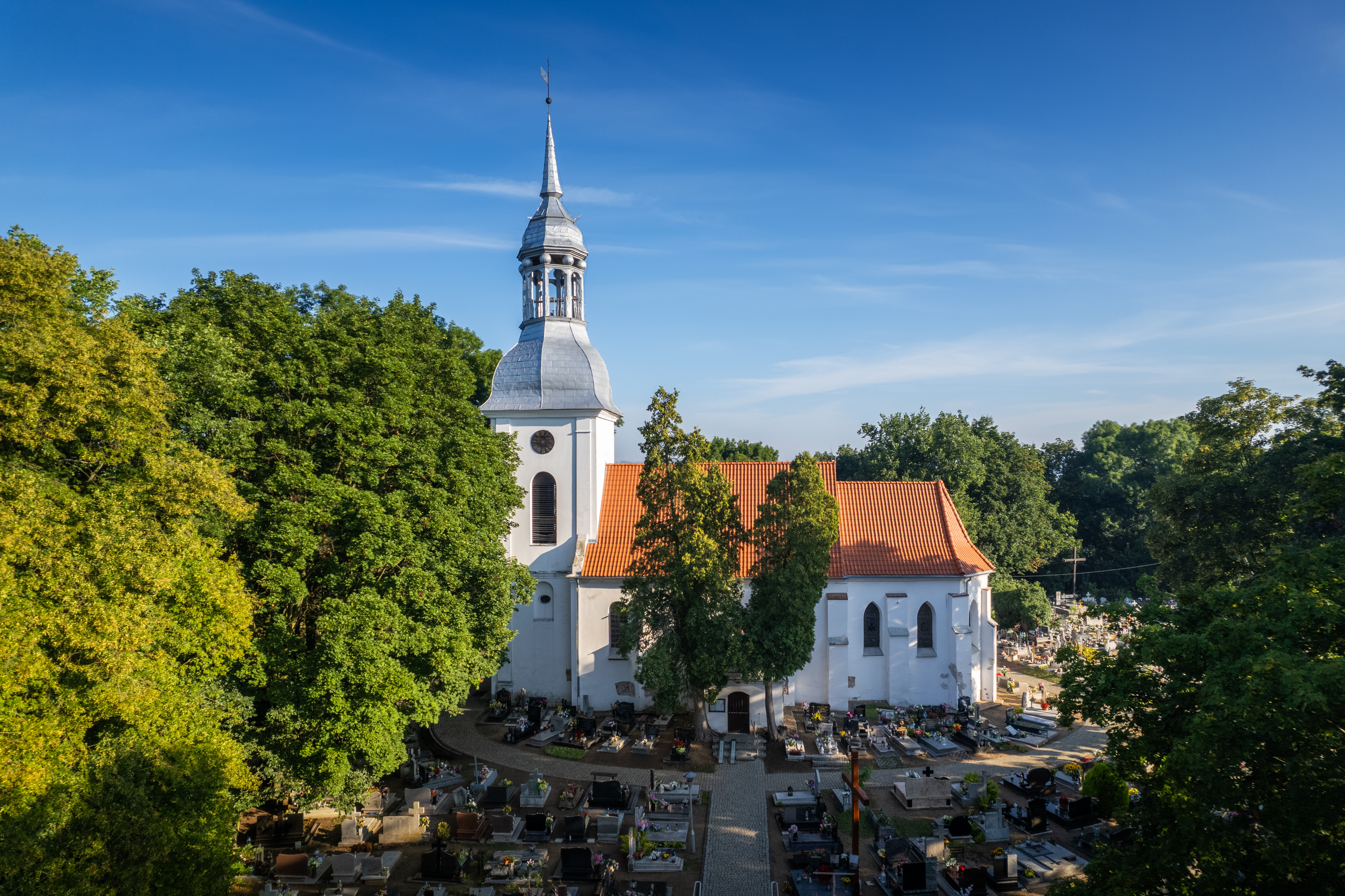
Kościół pw. św. Mikołaja, Stanisława i Jana Chrzciciela

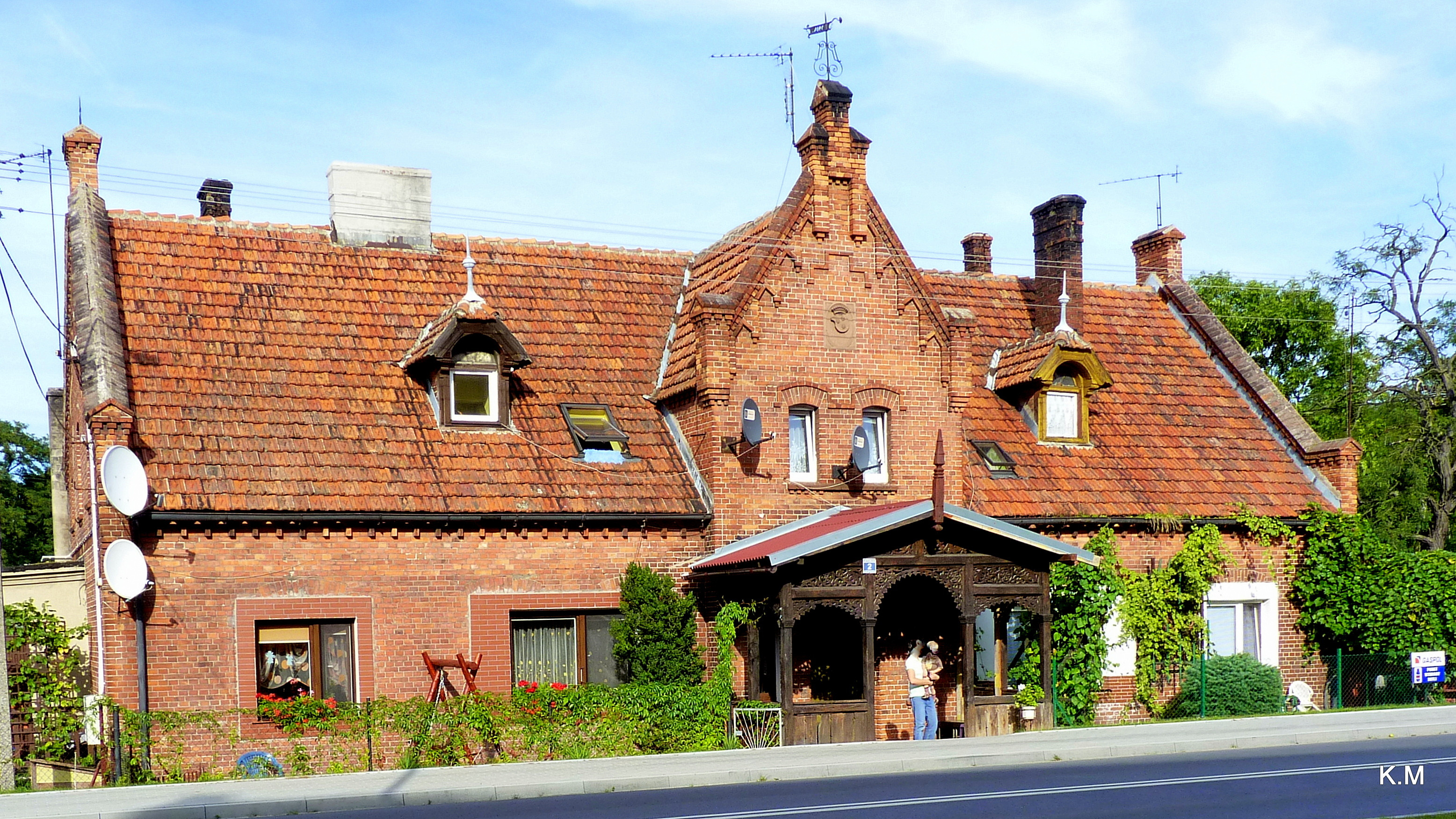
Dom zbudowany w 1905 roku z okazji 100-lecia osiedlenia w Ostromecku Schönbornów-Alvenslebenów

We wsi znajduje się okazały zespół pałacowo-parkowy należący pierwotnie do rodziny Schönborn, a w latach 1890–1945 do rodziny von Alvensleben. W skład tego zespołu wchodzą:
- Barokowy pałac (Pałac Stary, niem. Altes Schloss), zbudowany około roku 1730 w stylu saskiego rokoka na wysokiej skarpie nad Wisłą, z inicjatywy wojewody pomorskiego Pawła Michała Mostowskiego, w miejscu dawnego dworu rodziny Dornowskich. Od 2000 roku w pałacu znajduje się Kolekcja Zabytkowych Fortepianów im. Andrzeja Szwalbego.
- Pałac klasycystyczny (Pałac Nowy, niem. Neues Schloss) zbudowany w 1849 roku[9], zaprojektowany prawdopodobnie przez Karla Friedricha Schinkla[10] na zlecenie Jakuba Martina Schönborna. W roku 1912 do pałacu dobudowano neobarokowe skrzydło z salą balową oraz ogrodowe tarasy. Po 1945 r. w pałacu zlokalizowano szkołę i internat dla niesłyszących dzieci, co przyczyniło się do znacznej dewastacji obiektu (zabytkowe parkiety pokryto płytkami, ściany – boazerią ze sklejki, kominki zamurowano, a stiuki pokryto kilkoma warstwami farby olejnej). Po 1990 r. odrestaurowano winiarnię oraz sale na parterze: balową, złotą, pomarańczową, zieloną oraz salonik włoski.

Pałace otoczone są 36-hektarowym parkiem krajobrazowym w stylu angielskim (dęby, graby, modrzewie i kasztanowce), zaprojektowanym przez pruskiego ogrodnika królewskiego Petera Josepha Lennégo (współtwórcę m.in. ogrodów Sanssouci w Poczdamie). Znajdują się tu 62 pomniki przyrody: 11 lip drobnolistnych, 17 dębów szypułkowych, 20 kasztanowców, 4 buki, 1 sosna wejmutka, 5 wiązów, jesion wyniosły i olsza czarna. Średnice pni wynoszą od 200 do 455 cm. Park rozciąga się, na osi pałacu Schönbornów, aż po ukryte w zieleni mauzoleum grobowe właścicieli z 1878 roku. U stóp Pałacu Mostowskich znajduje się ponadto ogród włoski w stylu renesansowym – jedyny w województwie i jeden z nielicznych w Polsce.
Na wzniesieniu obok zespołu pałacowego znajduje się, przebudowany w latach 1763–1764, kościół pw. św. Mikołaja, Stanisława i Jana Chrzciciela z XIV wieku, z barokową wieżą.
Kompleks pałacowy został gruntownie zrewitalizowany w ramach 2 etapów projektu pn. Ostromecko – cztery pory roku, w latach 2007–2011. Pieniądze na ten cel pochodziły: w niemal ⅔ z budżetu miasta Bydgoszczy (9 118 340,76 zł), które jest właścicielem i opiekunem kompleksu, natomiast w ponad ⅓ ze środków Europejskiego Funduszu Rozwoju Regionalnego w ramach Osi priorytetowej 3. Rozwój infrastruktury społecznej, Działania 3.3. Rozwój infrastruktury kultury, Regionalnego Programu Operacyjnego Województwa Kujawsko-Pomorskiego na lata 2007–2013 (4 725 966,44 zł).

## Demografia
Według Narodowego Spisu Powszechnego (III 2011 r.) liczyło 991 mieszkańców. Jest trzecią co do wielkości miejscowością gminy Dąbrowa Chełmińska.

## Przyroda i rekreacja
Ostromecko położone jest na obszarze o wysokich walorach przyrodniczych i rekreacyjnych. Wieś od wschodu otoczona jest lasami, a od zachodu równiną zalewową Wisły. O wartości przyrodniczej terenu świadczy bezpośrednie sąsiedztwo dwóch rezerwatów przyrody: Lasu Mariańskiego (gdzie od 1894 roku eksploatowane są m.in. źródła wody mineralnej) oraz Wielkiej Kępy Ostromeckiej (jednego z najstarszych rezerwatów w województwie kujawsko-pomorskim). Oba rezerwaty chronią cenne siedliska związane z doliną Wisły: las łęgowy wiązowo-jesionowy, łęg jesionowo-olszowy, grąd subkontynentalny, buczynę niżową oraz kontynentalny bór mieszany. Na północ od Ostromecka znajdują się również rezerwaty: Linje oraz Reptowo. W 2003 większość terytorium wsi (z wyłączeniem osiedla Ostromecko-Zabasta) włączono w obszar Zespołu Parków Krajobrazowych Chełmińskiego i Nadwiślańskiego. Tereny zalewowe Wisły objęte są ponadto siecią obszarów Natura 2000 pn.: Dolina Dolnej Wisły (obszar specjalnej ochrony ptaków) i Solecka Dolina Wisły.
W Ostromecku, na obrzeżach wsi, znajduje się najokazalsza w kraju topola czarna, zwana Topolą Mariańską. To ponad 200-letnie drzewo o obwodzie pnia 908 cm i wysokości 33 m (w 2020). Posiada status pomnika przyrody od 1990 r.

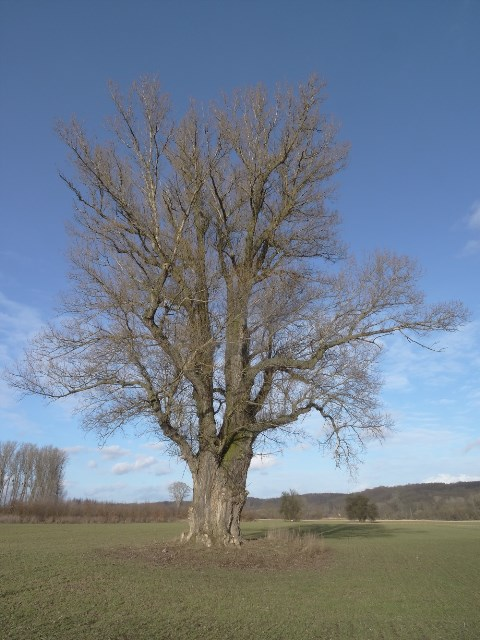
Topola Mariańska
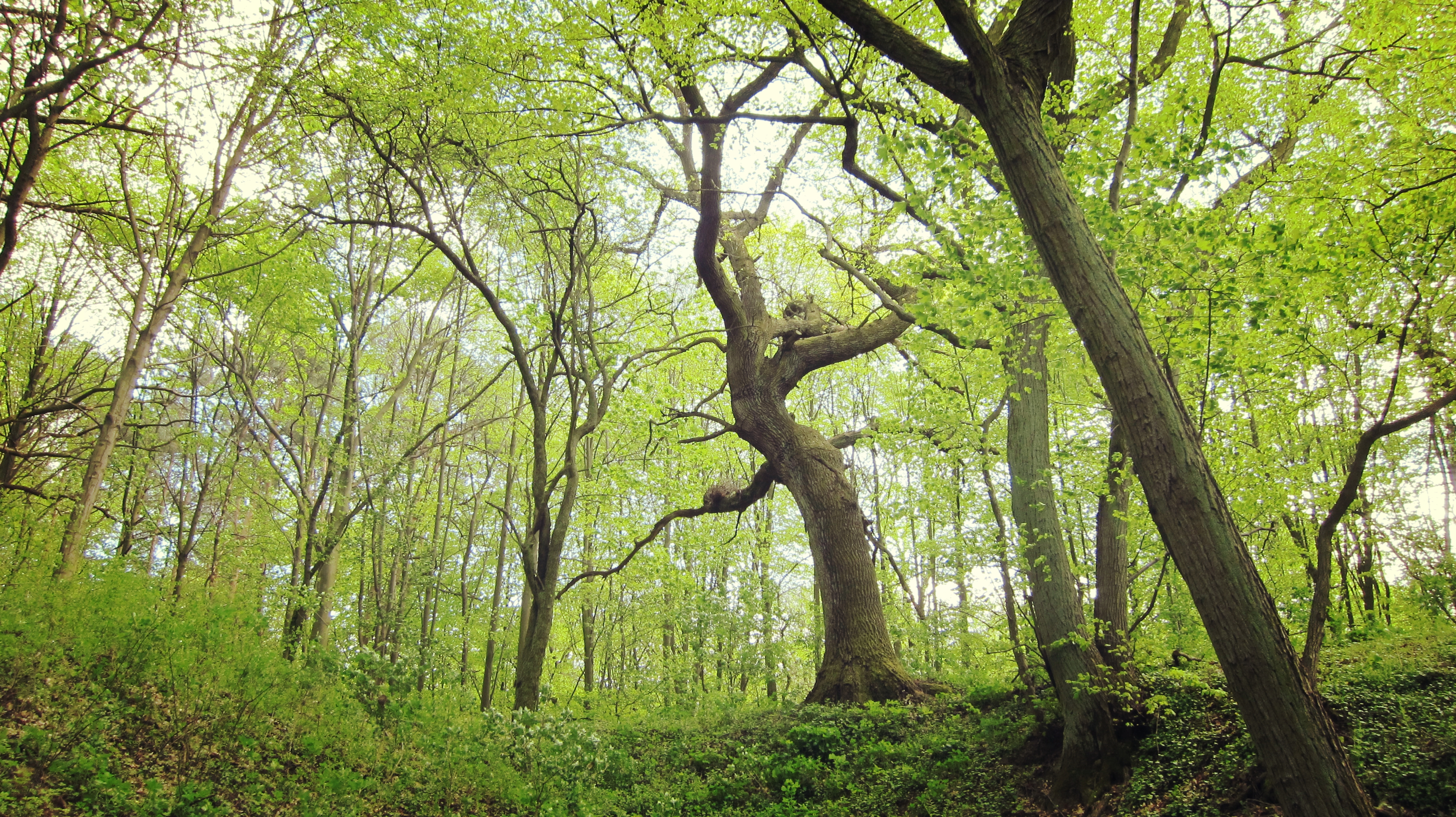
Rezerwat przyrody Las Mariański

### Szlaki turystyczne
Przez Ostromecko przebiegają liczne szlaki turystyczne:
- pieszy szlak turystyczny (48,4 km) „Rezerwatów Chełmińskich”, wiodący z Bydgoszczy-Fordonu do Chełmna[17]
- pieszy szlak turystyczny im. prof Krystyny Wyrostkiewicz, dawniej „Orlich Gniazd” (14,8 km), wiodący z Ostromecka wzdłuż zakola dolnej Wisły do Kamieńca[17]
- szlak rowerowy „Dookoła Dolinie Dolnej Wisły” Bydgoszcz-Świecie-Chełmno-Bydgoszcz[18]
- szlak rowerowy „Przyjaźni” Bydgoszcz-Toruń
- szlak rowerowy „Po Dolinie Dolnej Wisły” Cierpice-Bydgoszcz-Świecie-Nowe-Gniew-Tczew-Kwidzyn-Grudziądz-Świecie-Ostromecko-Zamek Bierzgłowski
- Wiślana Trasa Rowerowa – odcinek prawobrzeżny

Wzdłuż drogi wojewódzkiej nr 551 przez Ostromecko wiedzie droga rowerowa ze Strzyżawy do Dąbrowy Chełmińskiej.

## Akratopegi
W Ostromecku znajduje się źródło wód alkalicznych Maria. Ma ono wody słabo zmineralizowane wodorowęglanowo-wapniowe, z dużą zawartością jonu siarczanowego, niskosodowe. Może być wykorzystywana w schorzeniach jelit, dróg moczowych oraz u diabetyków.

## Infrastruktura

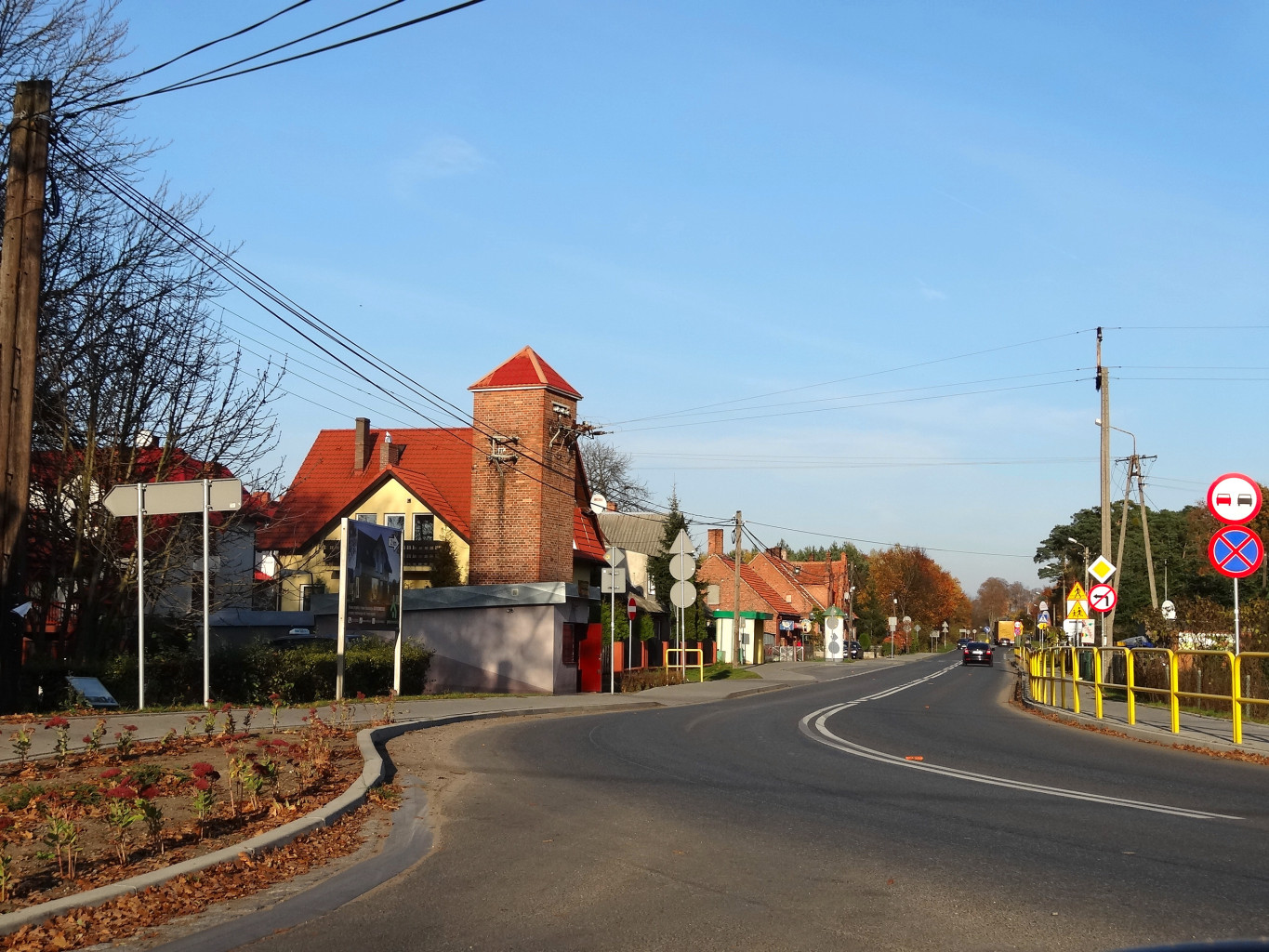
Droga wojewódzka nr 551 w centrum Ostromecka

### Oświata
- Zespół Szkół im. Mariana Rejewskiego w Ostromecku – w jego skład wchodzi: przedszkole publiczne oraz szkoła podstawowa.

### Zdrowie
- Przychodnia w Ostromecku – filia Gminnej Przychodni w Dąbrowie Chełmińskiej

### Gospodarka
- Wody Mineralne Ostromecko

### Sport
- Ludowy Klub Sportowy Ostromecko www
- zespół boisk sportowych (korty tenisowe, boisko do koszykówki i siatkówki, kręgielnia)

### Związki wyznaniowe
W miejscowości siedzibę ma parafia św. Mikołaja, św. Stanisława i św. Jana Chrzciciela. Na terenie wsi zlokalizowane są dwa nieczynne cmentarze ewangelickie.

### Baza noclegowa
- Zespół pałacowo-parkowy w Ostromecku Hotel **** – 54 miejsca noclegowe
- Restauracja „Leśna” w Ostromecku – 12 miejsc noclegowych

### Komunikacja miejska
Do Ostromecka z Bydgoszczy kursuje sezonowa linia turystyczna obsługiwana przez ZDMiKP Bydgoszcz. Linia autobusowa nr 75 funkcjonuje w soboty, niedziele i święta od maja do września na trasie z fordońskiego osiedla Przylesie przez Stary Fordon i Strzyżawę do Ostromecka.

### Komunikacja kolejowa
Komunikację kolejową obsługuje Arriva RP. Odjazdy odbywają się z dworca kolejowego Bydgoszcz Główna.

## Historia

### Okres wczesnohistoryczny

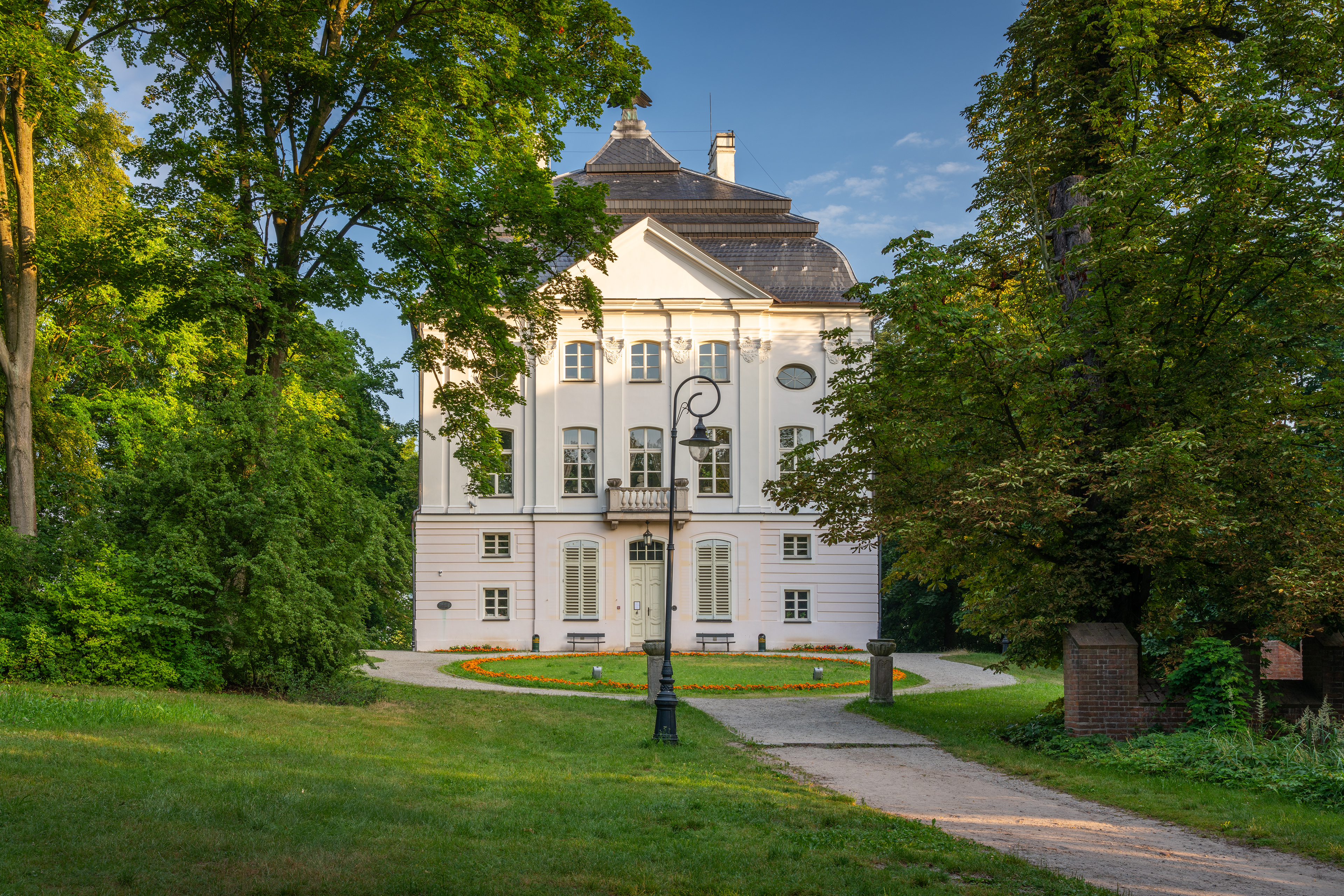
Pałac Stary zbudowany w połowie XVIII wieku przez wojewodę pomorskiego Pawła Michała Mostowskiego

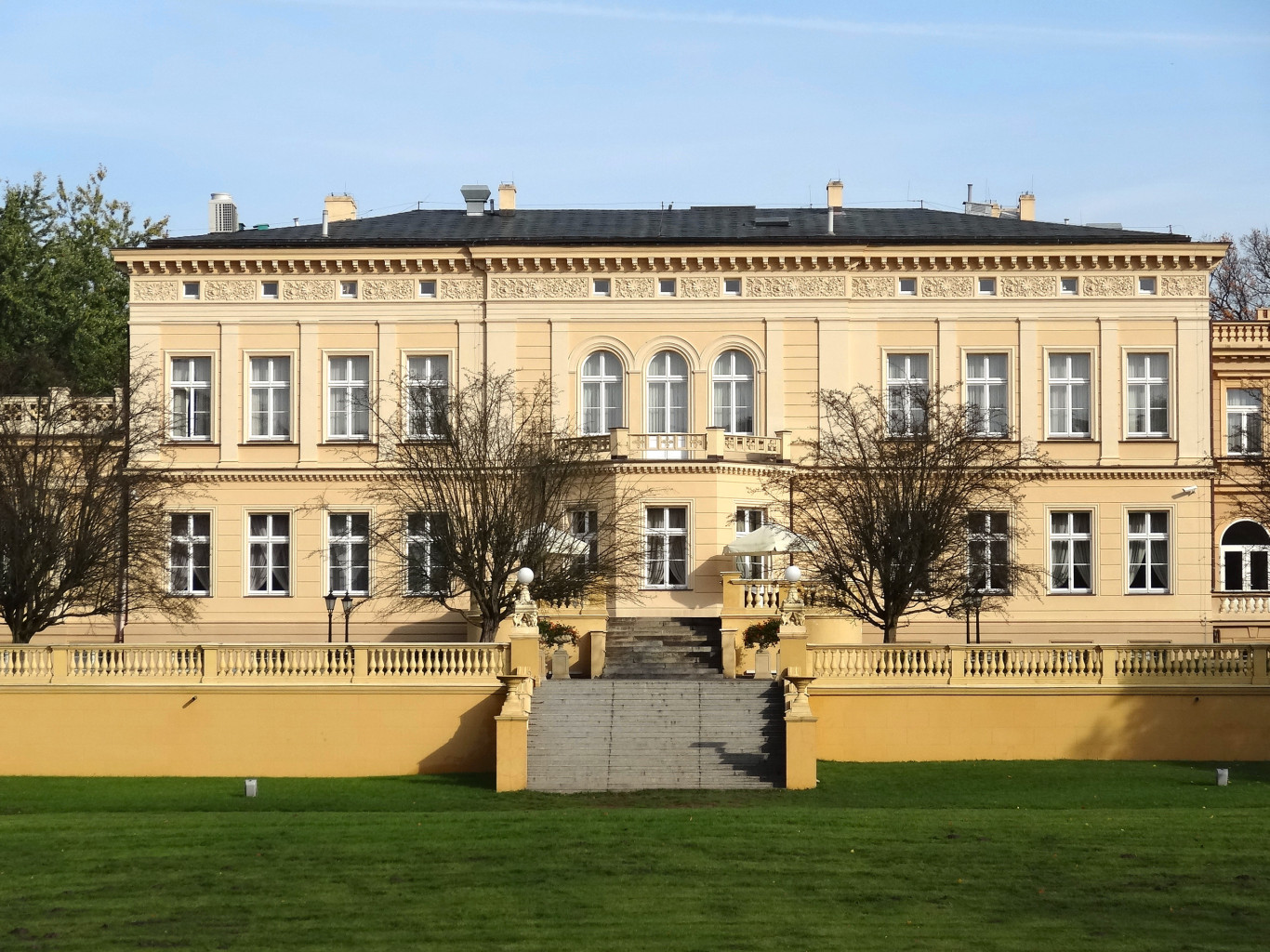
Pałac Nowy zbudowany w latach 1832–1848 przez Jakuba Martina Schönborna i rozbudowany przez Albrechta von Avenslebena

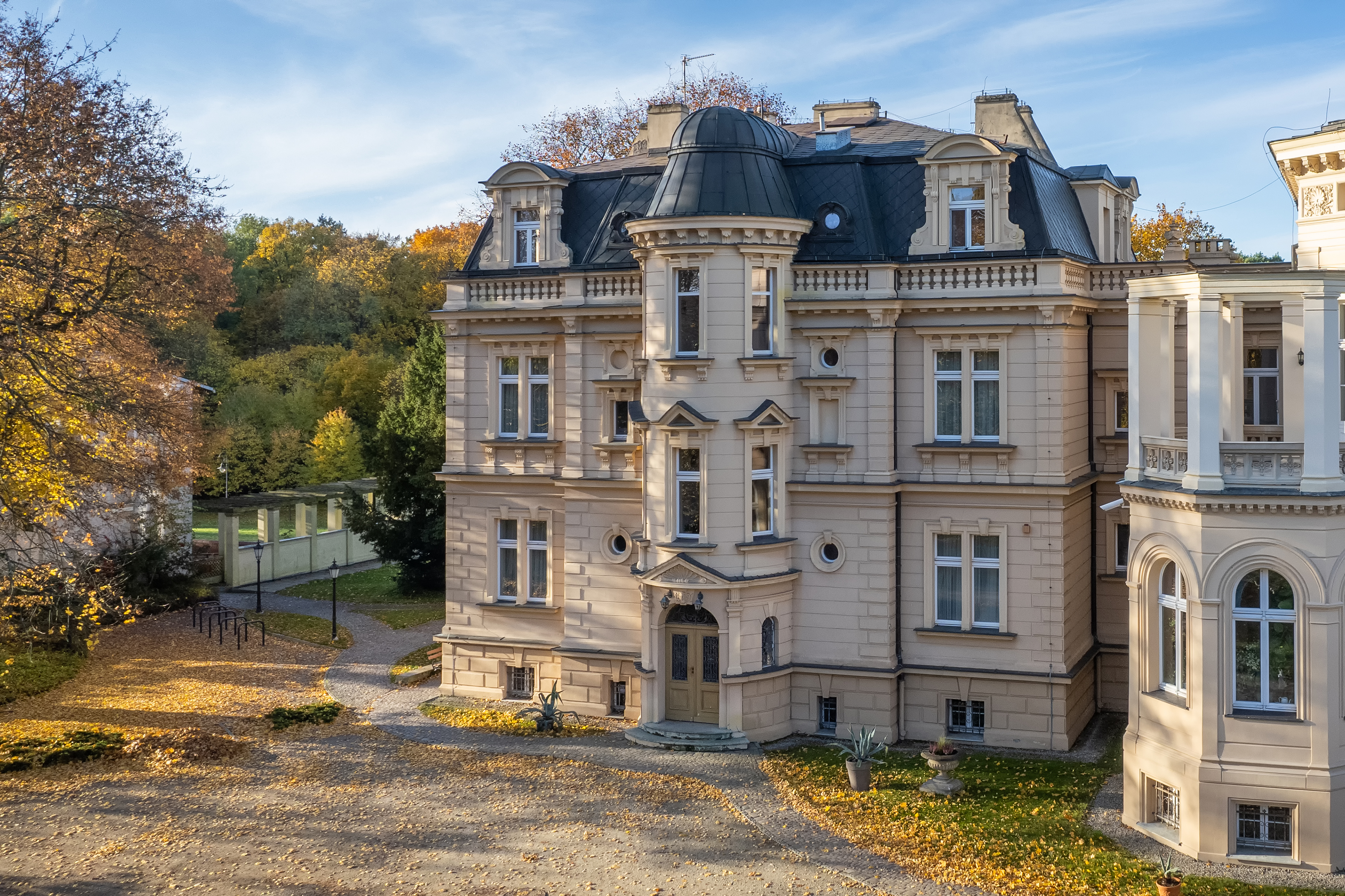
Pałacyk Myśliwski, dobudowany do nowego pałacu w 1891 roku

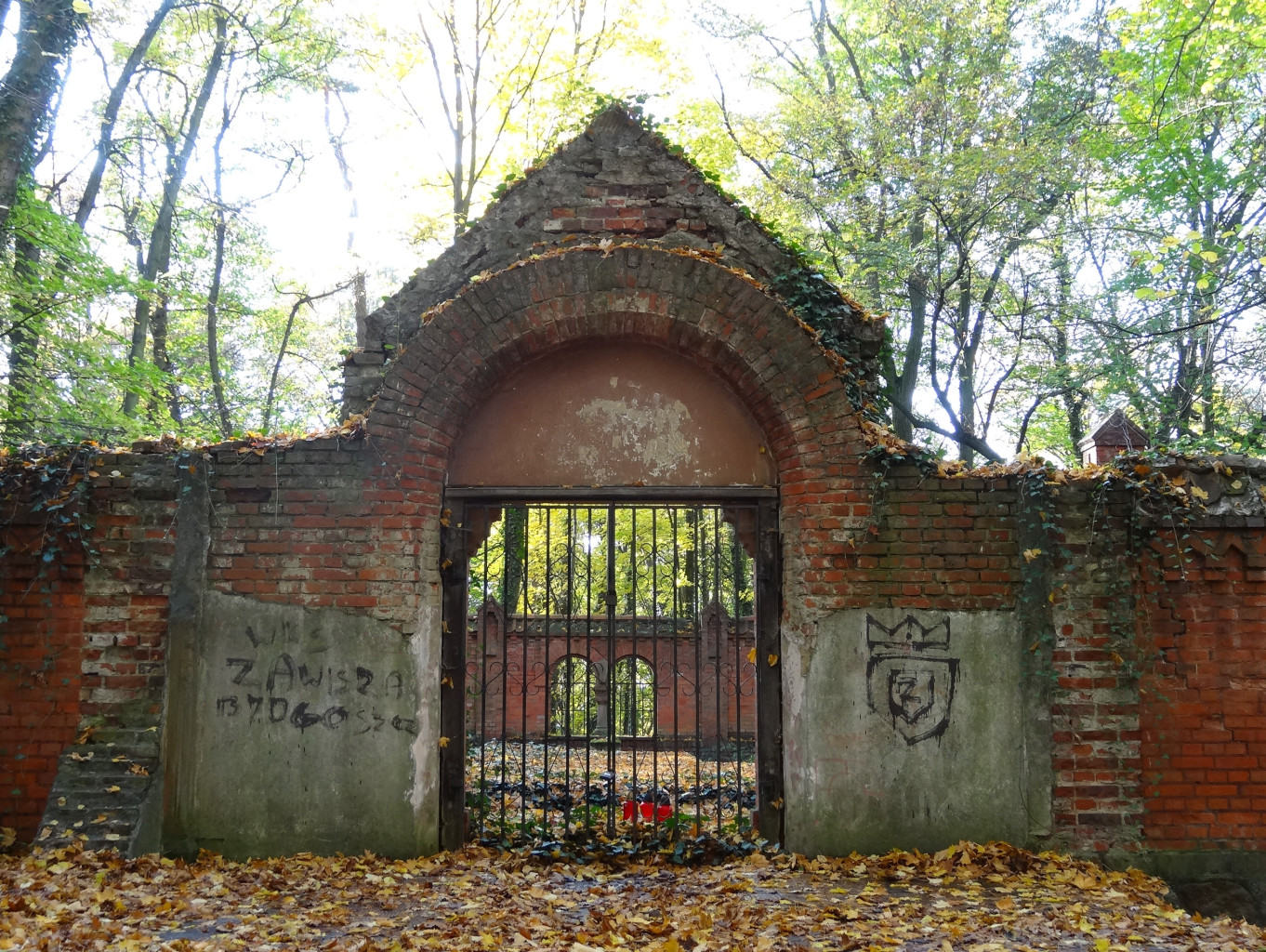
Pozostałości mauzoleum grobowego rodu Alvensleben-Schönborn wzniesionego w latach 1878–1887 w przypałacowym parku

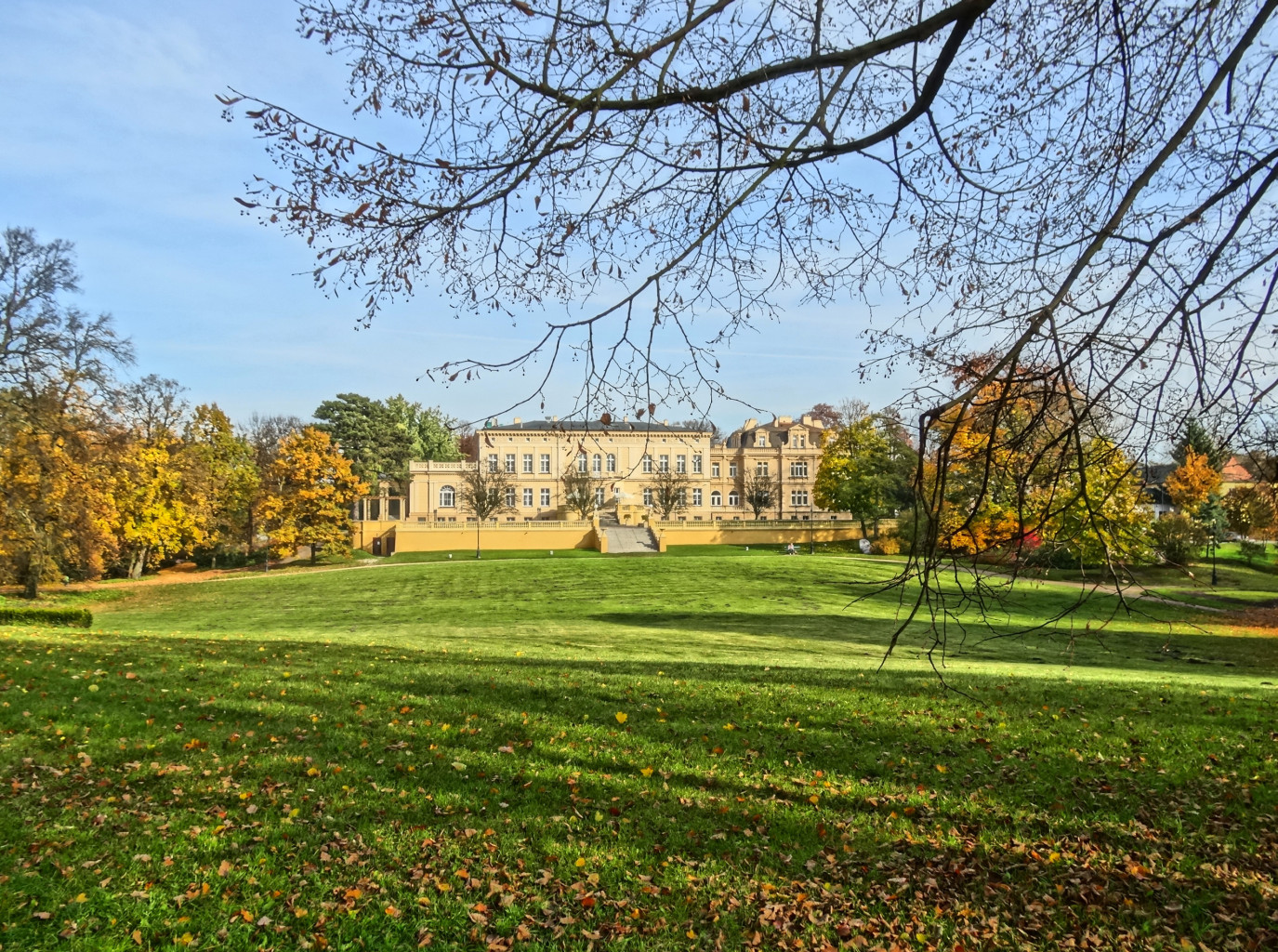
Polana w przypałacowym ogrodzie angielskim

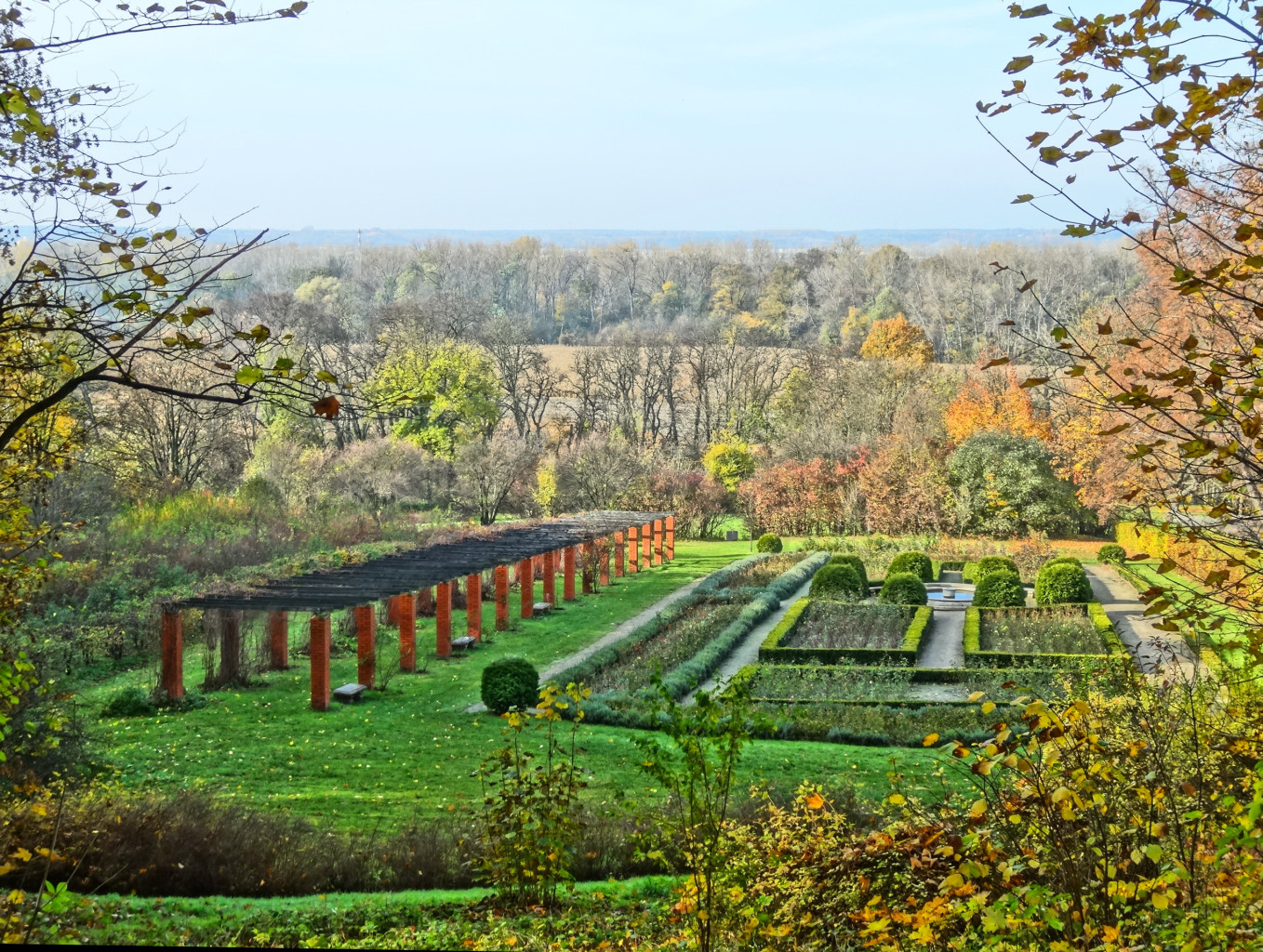
Widok na ogród włoski i dolinę Wisły

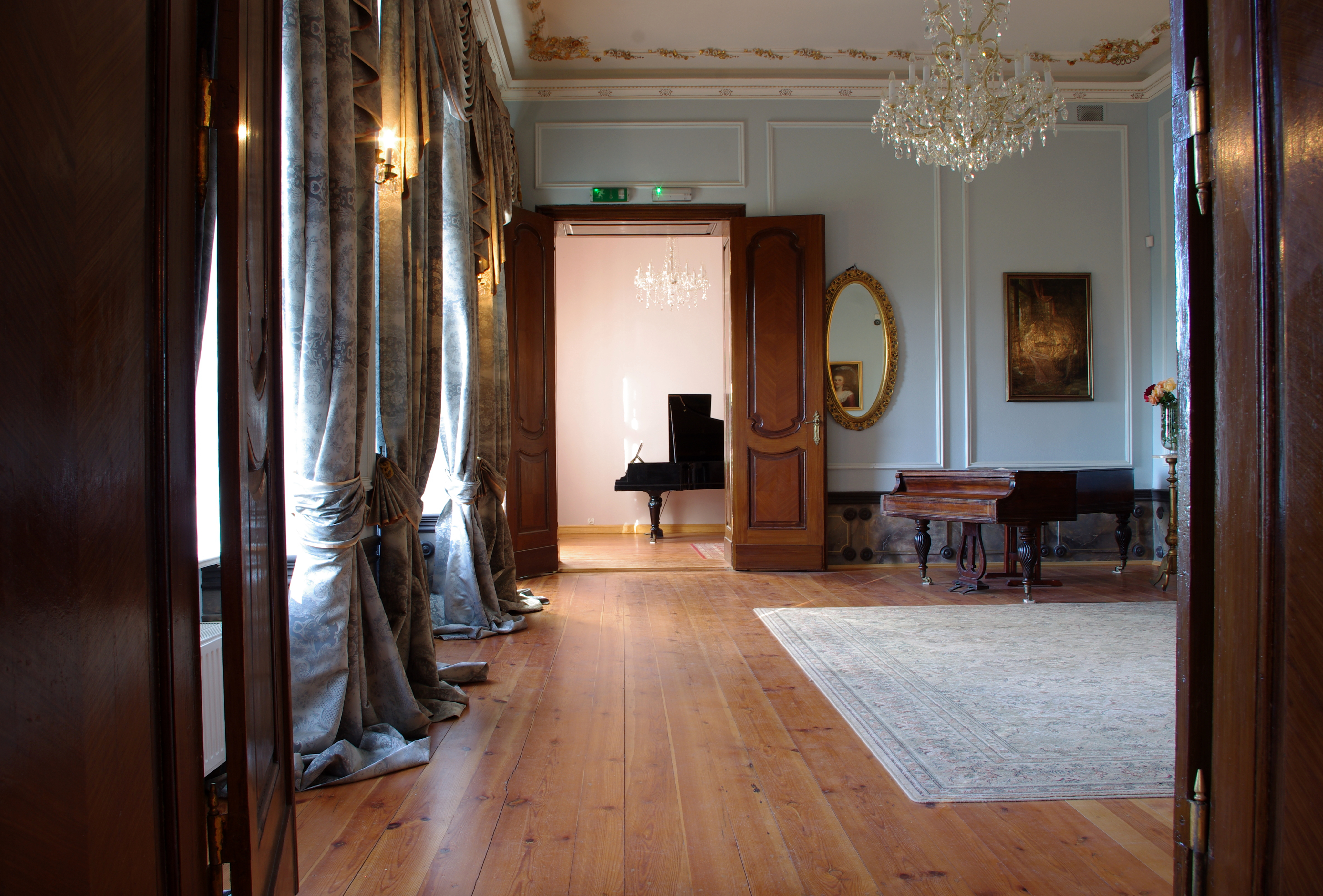
Odrestaurowane wnętrza Pałacu Starego

Najstarsze rozpoznane ślady obecności człowieka w rejonie Ostromecka pochodzą z młodszej epoki kamiennej (4200 lat p.n.e.) Od neolitu (3500–1700 p.n.e.) dominował osiadły tryb życia, a w okresie kultury łużyckiej (1400–1200 p.n.e.) zasiedlone oprócz Ostromecka były liczne sąsiednie miejscowości np. Bolumin, Czemlewo, Gzin, Mała Kępa, Nowy Dwór, Słończ. W Ostromecku znaleziono zabytki archeologiczne kultury łużyckiej (okres halsztacki) m.in. fragmenty misek i amfor zdobionych ornamentem. Następnie przebywała tu ludność kultury pomorskiej. Z okresu rzymskiego (0–400 lat n.e.) pochodzą znaleziska monet, wyrobów importowanych: naczyń z brązu, szkła, gliny, ozdób, co świadczy o przebiegającym tędy szlaku bursztynowym. Przedmiotem handlu wymiennego były m.in.: zboże, bursztyn, miód, wosk, futra, naczynia brązowe, wyroby szklane, zapinki, pierścienie, narzędzia i broń. Od VI wieku n.e. pojawia się w Ostromecku ludność słowiańska, która w IX wieku tworzy zrąb państwa polskiego.

### Okres staropolski
W okresie piastowskim Ostromecko i okolice związane było politycznie z dzielnicą mazowiecką wchodząc w skład monarchii wczesnopiastowskiej. Pod względem kościelnym podporządkowane było utworzonej w 1075 roku diecezji płockiej. W połowie XIII w. ukształtowała się tu sieć parafialna, stanowiąca część utworzonego w 1243 (ze stolicą w Chełmży w latach 1243–1824) biskupstwa chełmińskiego. Wieś wchodziła w skład kasztelanii chełmińskiej. W okresie wczesnego średniowiecza była osadą obronną, mającą charakter gródka rycerskiego położonego między grodami Kamieniec oraz Pień. Rezydencją właściciela była budowla z drewna zlokalizowana w pobliżu obecnego starego pałacu oraz gródek Vogelsang przy przeprawie przez Wisłę. Nazwę Ostromezh wymieniono 5 sierpnia 1222 roku w akcie nadania przez księcia Konrada Mazowieckiego rozległych posiadłości w ziemi chełmińskiej na rzecz biskupa misyjnego Prus Chrystiana. 21 marca 1231 roku biskup Chrystian przekazał całą darowiznę Konrada Mazowieckiego (w tym Ostromecko) we władanie zakonu krzyżackiego. W wyniku podboju Prusów i Jaćwieży przez krzyżackie wyprawy krzyżowe, od 1283 ustały całkowicie najazdy Prusów na okoliczne ziemie oraz nastąpiły przeobrażenia w organizacji społecznej i gospodarczej. W okresie panowania krzyżackiego (1228-1466) Ostromecko występowało w dokumentach pod mianem castrum (łac. miejsce warowne, zamek, twierdza), a później jako oppidum (łac. miejsce obronne, miasteczko). Dobra ostromeckie administrowane były przez komturstwo starogrodzkie, a potem bierzgłowskie. Podczas wojny polsko-krzyżackiej tzw. głodowej w 1414 roku, wieś została spalona, a dwaj mieszkańcy Ostromeck: Mikołaj i Tomasz straty oszacowali na 360 grzywien. W 1454 Ziemię Chełmińską opanowali przedstawiciele Związku Pruskiego, którzy wypowiedzieli posłuszeństwo wielkiemu mistrzowi krzyżackiemu. Po zakończeniu wojny trzynastoletniej w 1466 nastąpiła inkorporacja Ziemi Chełmińskiej do Królestwa Polskiego. Odtąd Ostromecko należało administracyjnie do województwa chełmińskiego na terytorium Prus Królewskich.
W XV wieku właścicielami Ostromecka byli średniozamożni rycerze herbu Pomian, zobowiązani do służby w wyprawach wojennych w zbroi ciężkiej. Posiadali od 3 do 20 łanów ziemi. Obowiązani byli brać udział w wyprawach wojennych oraz oddawać dziesięcinę na rzecz Zakonu. Znani są następujący rycerze z Ostromecka: Hanus Ostrowitz (1403); Mikołaj Ostromecz (1414); Tomasz Ostromitz (1414); Adam Ostromyeczky (1476); Hannsz Ostromitcz (1480); Adams Ostromitcz (1480); Bartsch Ostromeytcz (1480); Szymon, Jakub i Jan Ostromiecz (1570) oraz Bartolomaeus Ostromięczki (1585), chorąży chełmiński, hetman polny, który za gorliwą służbę otrzymał w darze od króla Stefana Batorego dobra we wsi Adsel (ob. Gauijena) i terytorium Ruinen (ob. Rūjiena) na terenie historycznych Inflant.
W centrum wsi znajdował się targ lokalny, gdzie handlowano wyrobami rolnymi oraz rzemieślniczymi. Produktami eksportowym były: dziegieć, drewno, smoła drzewna, potaż. Na potrzeby Ostromecka i najbliższej okolicy pracowały: młyn zbożowy, browar oraz wytwórnia gorzałki. Nadwiślańskie łąki i pastwiska pozwalały rozwijać hodowlę bydła, lasy zaś dostarczały drewna, miodu i runa leśnego. Z zewnątrz (Chełmno, Toruń) sprowadzano sól, śledzie, olej rybny oraz sukno. Z Ostromeckiem związane były również sąsiednie folwarki: Izbice i Reptowo, gdzie właściciele ostromeccy posiadali dobra ziemskie, młyn wiatrowy, warsztaty rzemieślnicze oraz prowadzili hodowlę owiec.
W drugiej połowie XVI w. Ostromecko ogarnął ruch reformacyjny za sprawą chorążego chełmińskiego Bartosza Ostromięckiego, który dokonał konwersji na luteranizm. Jego działania spowodowały m.in. ogołocenie z wystroju, zabytków, szat i naczyń liturgicznych kościoła parafialnego. Katolicy zmuszeni zostali do korzystania z kościoła w Boluminku. Dopiero na początku XVII wieku, gdy nowymi właścicielami stali się Dorpowscy, świątynia powróciła w ręce katolików, została rozbudowana i upiększona w stylu barokowym.
Na przełomie XVI/XVII w. majętności ostromeckie drogą sukcesji przeszły we władanie szlachcica Jana Dorpowskiego herbu Leliwa. Efektem jego działań była budowa renesansowego dworu szlacheckiego, nowej murowanej bryły kościoła oraz wzniesienie szkoły parafialnej i przytułku dla ubogich. Podstawą w działalności ekonomicznej stała się uprawa zboża na rynek wewnętrzny oraz eksport Wisłą do Gdańska. Uprawy rozciągnięto na nowe tereny pozyskane drogą karczunku lasów oraz na dolinę zalewową Wisły. W celu zagospodarowania mad nadwiślańskich, Jan Dorpowski wydzierżawił w 1621 roku olędrom (menonitom) tereny zalewowe m.in. w Strzyżawie, Małej i Wielkiej Kępie, oraz Mozgowinie. Olędrzy kopali rowy melioracyjne, osuszali rozlewiska, karczowali lasy łęgowe, a z pozyskanego drewna wznosili zagrody odporne na powodzie. W 1635 majątek dworu ostromeckiego obejmował wsie: Ostromecko, Reptowo, Izbice, Wielka i Mała Kępa, Strzyżawa oraz Pień – Reptowskie Łąki i Mozgowina. Dzierżyli go Jadwiga i Jakub Dorpowski. Pomyślny okres przerwał potop szwedzki, który przyniósł wsi ogromne zniszczenia. 16 września 1655 w okolicy Ostromecka został rozbity obóz rycerstwa chełmińskiego przez wojsku szwedzkie okupujące Bydgoszcz i Fordon. Zginęło 20 ludzi, w tym kasztelan chełmiński. Odbudowa dóbr dworskich i kościoła po wojnie trwała do 1675 roku. Około 1680 roku drogą zawarcia związku małżeńskiego przez Katarzynę Dorpowską herbu Leliwa, współwłaścicielem Ostromecka został podkomorzy płocki Paweł Mostowski herbu Dołęga. Ich jedyny syn Bogdan Teodor Mostowski herbu Dołęga (zm. 1756) odziedziczył po matce Ostromecko, a po ojcu Mostowo i miasteczko Kuczbork w województwie płockim. Dobrami w Ostromecku władał do 1747 roku.
27 maja 1708 podczas trwającej wojny północnej oddział dragonów szwedzkich z regimentu pułkownika Karola G. von Marschalcka niemal doszczętnie spustoszył miejscowość. Zniszczono znajdujący się we wsi szlachecki dwór mieszkalny Dorpowskich i należące do niego budynki gospodarcze, karczmę, kilkanaście chat chłopskich oraz prom kursujący przez Wisłę. Zrabowano również inwentarz, zapasy i zniszczono zasiewy. W kolejnych latach zmniejszyła się o połowę liczba zagród chłopskich. Ze spisu majątku Ostromecko z 1714 roku wynika, że dwór mieścił 8 pomieszczeń i otoczony był ogrodem włoskim z dwoma stawami. We wsi był kościół wraz z plebanią, browar, karczma, gorzelnie, owczarnia na 400 owiec, stajnie, wiatrak, młyn wodny, cegielnia, spichlerz oraz cztery stawy rybne. W dolinie Wisły gospodarowali olędrzy w: Strzyżawie Wielkiej (13), Strzyżawie Małej (14) i Mozgowinie (8).
Z lat 1738–1744 pochodzi panorama miejscowości od strony Wisły wykonana przez Georga Friedricha Steinera. Widać na niej m.in. kościół, dwór szlachecki i kilkanaście budynków mieszkalnych murowanych lub wzniesionych w konstrukcji muru pruskiego. Właściciel hojnie wspierał finansowo miejscową parafię, dzięki czemu wybudowano zakrystię (1734), zakupiono wyposażenie oraz przeprowadzono kapitalny remont świątyni (1745). W tym czasie w skład majętności ostromeckiej wchodziły wsie folwarczne: Ostromecko, Izbica (ob. Nowy Dwór), Reptowo oraz wsie olęderskie: Wielka i Mała Kępa, Strzyżawa i Mozgowina. Od połowy XVIII w. w Ostromecku istniała szkoła parafialna na czele z bakałarzem, który pełnił też obowiązki organisty.
W 1748 roku dobra ostromeckie i mazowieckie odziedziczył Paweł Michał Mostowski herbu Dołęga (1721–1781), wojewoda pomorski w latach 1758–1763, znany z ambicji i wystawnego życia. W karierze pomagała mu magnacka rodzina Czartoryskich oraz minister saski Henryk Brühl. W latach 1758–1766 w miejscu skromnego dworu w Ostromecku wybudował pałac w stylu baroku drezdeńskiego, nazwany później Pałacem Starym. Będąc zwolennikiem dynastii Wettinów, cieszył się względami Augusta III Sasa, od którego 25 sierpnia 1750 roku otrzymał przywilej lokacyjny na założenie w Ostromecku miasta na prawie magdeburskim. Mostowski w miejscu obecnie zajmowanym przez nowy pałac rozpoczął budowę ratusza. W 1756 osadził we wsi Żydów licząc na rozwój handlu przy przeprawie przez Wisłę, a w 1767 czynił starania o sprowadzenie do miejscowej parafii zakonu paulinów. Rozrzutny tryb życia i załamanie się kariery politycznej Mostowskiego po objęciu tronu przez Stanisława Augusta Poniatowskiego doprowadziło do zadłużenia majątku ostromeckiego i objęcia go sekwestrem.

### Okres zaboru pruskiego
Po I rozbiorze Polski w 1772 roku Ostromecko zostało wcielone do Królestwa Prus. Nowe władze nie uznały praw miejskich i Ostromecko na powrót stało się wsią. W sąsiedztwie wzniesionego w XVIII w. aresztu gminnego uruchomiono pocztę. Zatrzymywały się tu dyliżanse pocztowe kursujące na linii Berlin-Bydgoszcz-Chełmno-Królewiec (we wrześniu 1773 podróż dyliżansem przez Bydgoszcz i Ostromecko odbył znany uczony francuski Denis Diderot). W nowych warunkach politycznych szlachtę polską odsunięto od udziału w życiu publicznym. Władze pruskie skonfiskowały dobra kościelne i zakonne, a majątek dworski wystawiły na licytację. Z przeprowadzonego w 1787 pomiaru geodezyjnego wynika, że na 197 łanów gruntu wiejskiego, do dworu należało 167 łanów i 18 mórg, resztę stanowił grunt uprawiany przez chłopów. Zaludnienie wynosiło 1082 osób, w tym wsi i folwarku Ostromecko: 326, wsi i folwarku Izbice: 181, a folwarku Reptowo: 61. Do końca XVIII wieku majątek ostromecki był przedmiotem spekulacji gruntami. W 1780 roku nowym właścicielem został oficer pruski Freiherr Karl von Birkhan, od 1797 roku Karl Friedrch Goldbeck.
W 1794 podczas insurekcji kościuszkowskiej wojsko powstańcze dowodzone przez gen. Henryka Dąbrowskiego zdobyło Bydgoszcz. 4 października wydzielony oddział w sile 200 jeźdźców pod wodzą gen. Michała Sokolnickiego przeprawił się przez Wisłę do Ostromecka, zajmując także Dąbrowę Chełmińską i Unisław. W Ostromecku wojsko rezydowało w opuszczonym wtedy Pałacu Starym. Wieś odwiedził także generał Henryk Dąbrowski. Na wieść o klęsce pod Maciejowicami, wojsko powstańcze pomaszerowało do Warszawy.
W październiku 1806 roku w pałacu starym gościła przez kilka dni pruska para królewska Fryderyk Wilhelm III i jego żona Ludwika, ratująca się ucieczką z Berlina do Prus Wschodnich przed wojskami Napoleona. Na początku 1807 roku pruską administrację usunięto, a miejscowość znalazła się w departamencie bydgoskim Księstwa Warszawskiego. W czerwcu 1812 roku przez Wisłę koło Ostromecka przeprawiał się cesarz francuski Napoleon Bonaparte podążając na wojnę do Rosji. Natomiast główne siły francuskie przeprawiły się 6 czerwca 1812 przeprawą promową przez Wisłę w bezpośredniej bliskości Fordonu i Strzyżawy. Klęska Napoleona przesądziła o tym, że Ostromecko wróciło pod władzę pruską. Na kongresie wiedeńskim ustalono, że departament bydgoski miał w całości należeć do Wielkiego Księstwa Poznańskiego, jednak król Fryderyk Wilhelm III Pruski jeszcze przed ostatecznym podpisaniem traktatów – 15 maja 1815 wcielił Ziemię Chełmińską do prowincji Prus Zachodnich, a 27 maja wkroczyły tam pierwsze oddziały pruskie. Administracyjnie Ostromecko znalazło się w powiecie chełmińskim, rejencji kwidzyńskiej, w prowincji Prusy Zachodnie.
Od 1804 właścicielem majątku ostromeckiego był bogaty kupiec Jakub Martin Schönborn z Grudziądza, który w 1812 roku uzyskał szlachectwo od księcia warszawskiego Fryderyka Augusta. Ogółem na terenie klucza ostromeckiego, na początku XIX wieku znajdowało się 20 jednostek gospodarczych, graniczących na zachodzie z Wisłą, na północy z wsiami Dąbrówka, Pień, Janowo i Czemlewo, na wschodzie z Boluminkiem, na południu z dobrami ziemskimi miasta Torunia. W 1812 we wsi znajdowało się 32 zagród chłopskich, w których mieszkało 290 osób (78 mężczyzn, 92 kobiety i 120 dzieci). W okresie realizacji pruskiego ustawodawstwa uwłaszczeniowego (1823–1850), administracja Schönborna część ziemi przekazała chłopom na własność, niektórych wyrugowała z ziemi, a małorolnych zmuszała jako tanią siłę roboczą – do pracy w folwarku. 14 maja 1825 wprowadzono pruski system szkolny nauczania elementarnego, prowadzonego w języku niemieckim oraz obowiązek szkolny dla dzieci od 6 do 14 lat.
W rezultacie dobrego stanu finansowego majątku Schönbornów powstał zamiar budowy w Ostromecku Pałacu Nowego w stylu klasycystycznym. Okazałą budowlę wzniesiono w latach 1832–1840 na podstawie projektu wykonanego w berlińskiej pracowni architektonicznej Karla Friedricha Schinkla. W 1840 roku spadkobiercą majątku został Gottlieb Marcin Vertraugott von Schönborn (1826–1874), który w 1844 roku przekształcił dobra ostromeckie we własność rodzinną, których jedynym spadkobiercą mógł być najstarszy syn właściciela. Poświęcił się on całkowicie ziemiaństwu, inwestując w produkcję rolną i przetwórczą, budownictwo i zalesianie gruntów. Kontynuował również budowę rodowej rezydencji w otoczeniu parku urządzonego w stylu angielskim. W 1848 założono w Ostromecku elementarną szkołę ewangelicką czynną do 1939 roku. W latach 1858–1861 m.in. z kapitałów Schönborna zbudowano kościół ewangelicki pw. św. Pawła, a w latach 1853–1856 szosę ze Strzyżawy do Dąbrowy Chełmińskiej.
W 1873 roku nastąpiło połączenie rodów Schonbornów i Avenslebenów w Ostromecku poprzez małżeństwo jedynej sukcesorki Marty Matyldy Marii Schönborn (1854–1915) z Albrechtem von Avenslebenem (1840–1928), pochodzącym z Saksonii. Posag wniesiony przez Marię stanowiła ordynacja ostromecka, m.in. 2906 ha gruntów (w tym 1771 ha lasów), gorzelnia, młyny, cegielnia. Od 1880 roku Alvensleben figurował oficjalnie jako pan majoratu ostromeckiego, a w 1888 roku otrzymał od cesarza niemieckiego Fryderyka III tytuł hrabiego von Alvensleben-Schönborn, związanego z majątkiem Ostromecko. Z ich związku małżeńskiego urodziło się siedmioro dzieci, przy czym sukcesorem Ostromecka z racji urodzenia był najstarszy syn Joachim Martin, zwany „Jomarem” (1877–1967).
Rodzina właścicieli Ostromecka była donatorem wielu przedsięwzięć w Ostromecku oraz uczestniczyła w życiu religijnym zarówno parafii ewangelickiej, jak i katolickiej. Rodową rezydencję wzbogacono o rodowe mauzoleum grobowe (1878-1887), zlokalizowane w przypałacowym parku, eklektyczny pałacyk myśliwski (1891), salę balową i rozległe tarasy z tralkową balustradą, pergolami i schodami (1905-1912). Pałace otaczał park krajobrazowy z punktem widokowym na Wisłę. W majątku intensyfikowano produkcję oraz wprowadzano mechanizację prac polowych poprzez stosowanie maszyn, żniwiarek, młocarni, a nawet traktorów. Pod koniec XIX w. majątek zaliczał się do największych w powiecie chełmińskim. Obejmował 3 tys. hektarów gruntów, na których działało siedem folwarków, tartak, gorzelnia, cegielnia oraz wytwórnia wód mineralnych, od imienia Marty Matyldy Marii Schönborn zwane źródłem Marii (niem. Marien-Quelle).
W majątku dwukrotnie gościł cesarz niemiecki Wilhelm II Hohenzollern: 22 września 1894 okazjonalnie w dniu otwarcia mostu fordońskiego przez Wisłę oraz w 1904 roku, kiedy to z przepychem podejmowano go w Pałacu Nowym. W 1904 hrabia Albrecht von Alvensleben otrzymał dziedzicznie miejsce w Izbie Panów parlamentu pruskiego i tytuł doradcy cesarskiego w stulecie przejęcia dóbr ostromeckich z rąk polskich.
Po budowie mostu fordońskiego, w Ostromecku wzniesiono stację kolejową na linii łączącej Fordon z Chełmżą. W 1901 zbudowano odgałęzienia linii do Unisławia i Brodnicy. Nowa przeprawa przez Wisłę miała duże znaczenie strategiczne, gdyż łączyła Rzeszę z Prusami Wschodnimi.
W 1915 po śmierci matki i wyjeździe ojca na stałe do Saksonii, majorat przejął najstarszy syn Joachim Martin („Jomar”) von Alvensleben, który w 1908 w Londynie pojął za żonę polską hrabiankę Katarzynę Bnińską posiadającą majątki w miejscowościach Dąbki i Samostrzel. Z małżeństwa tego przyszło na świat dwóch synów: Albrecht („Tito”, nieślubny poczęty w Argentynie) oraz Ludolf („Lulu”).

### Okres międzywojenny

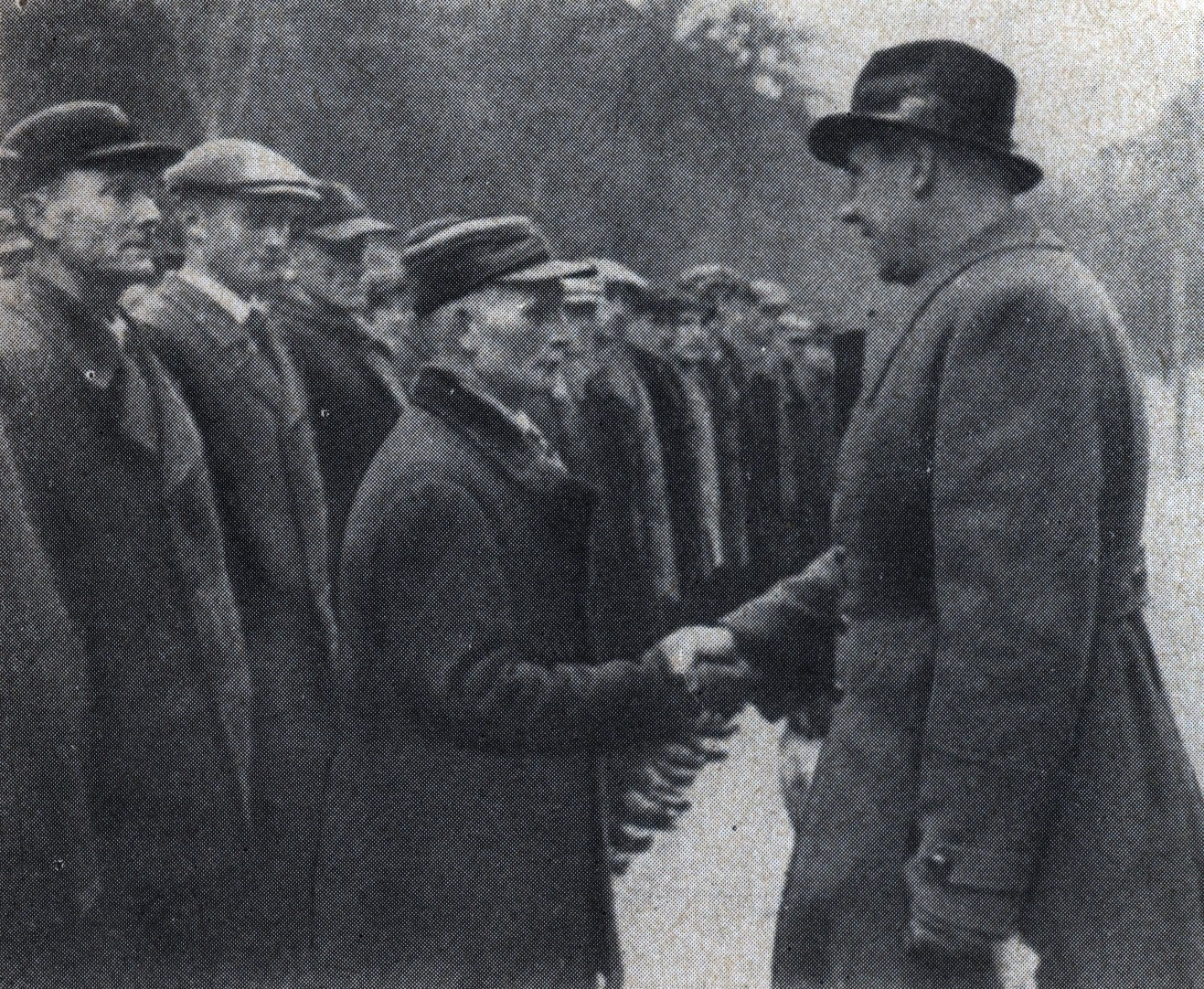
Odprawa uczestników V kolumny hitlerowskiej w lesie reptowskim koło Ostromecka, której przewodniczył SS-Oberführer Ludolf von Alvensleben. Jesień 1938 roku

W 1920 roku Ostromecko na mocy traktatu wersalskiego zostało włączone do państwa polskiego. Bezpośrednie przejęcie Ostromecka i przyległych wsi przez komisaryczne władze polskie nastąpiło 26 stycznia 1920 i ten dzień upamiętniał pomnik wolności postawiony w centrum Ostromecka w dziesięciolecie tego wydarzenia. Wieś ustanowiono siedzibą obszaru dworskiego w powiecie chełmińskim, województwie pomorskim. Ordynacją ostromecką zarządzał hrabia Joachim von Alvensleben, przychylnie ustosunkowany do władzy polskiej. Po rozwodzie z żoną (1921) mieszkał z synami: Albrechtem Wernerem i Ludolfem. Dla utrzymania się przy majątku uzyskał w 1922 roku obywatelstwo polskie.
Na początku lat 20. XX w. do Ostromecka i okolicznych wsi przybywała ludność polska z Galicji, Wielkopolski, Śląska, Kujaw i Kaszub oraz reemigranci z Nadrenii, Westfalii, Francji i Belgii. Zajmowali oni wolne mieszkania w czworakach folwarcznych, kupowali na własność ziemię lub całe gospodarstwa od emigrujących Niemców oraz uruchamiali warsztaty rzemieślnicze. W 1923 założono w Ostromecku oddział Towarzystwa Powstańców i Wojaków, dla którego sztandar ufundował hrabia Alvensleben. We wsi działał Związek Strzelecki „Strzelec” (polska organizacja przysposobienia wojskowego) oraz Ostromecki Klub Sportowy (OKS) sponsorowany m.in. przez Alvenslebenów. Stałym elementem upiększającym Święto Narodowe Trzeciego Maja była defilada pracowników folwarcznych i chłopów w strojach kosynierów.
W okresie międzywojennym Ostromecko było popularną miejscowością letniskową dla mieszkańców Bydgoszczy, który przybywali tu pociągami, a także Wisłą statkami przedsiębiorstwa żeglugowego Lloyd Bydgoski. We wsi funkcjonowały dwie restauracje z salami tanecznymi: „Leśna” i „Dworcowa”.
W 1927 ordynacja Ostromecko składała się z 7 majątków samodzielnych, gorzelni, tartaku, dwóch cegielni, wytwórni wód mineralnych oraz stadniny koni. Zajmowała obszar 6235 ha, w tym 2566 ha gruntów ornych i 2974 ha lasów. W latach 30. XX w. cegielnia w Ostromecku produkowała rocznie 1,8 mln szt. cegieł i zatrudniała 30 pracowników, a gorzelnia, płatkarnia i tartak w Nowym Dworze zatrudniały łącznie 9 pracowników. Ordynacja utrzymywała kościoły katolickie w Ostromecku i Boluminku, kościół ewangelicki oraz kaplicę na cmentarzu rodu Alvensleben-Schönborn. Źródłem największych dochodów i prestiżu była rozlewnia wody mineralnej „Marien-Quelle” o wydajności 100 tys. litrów rocznie, eksportowana za granicę i uhonorowana medalami gospodarczymi (1895, 1898, 1927).
W okresie międzywojennym Ostromecko słynęło z polowań, organizowanych przez właściciela Jomara von Alvensleben oraz hodowli koni pełnej krwi angielskiej. Alvenslebenowie posiadali prywatny tor wyścigów konnych, a konie o imionach Piękna Barbara i Bandyta zdobywały renomowane nagrody na imprezach krajowych oraz zagranicznych.
Administracją ordynacji kierował młodszy syn Ludolf, przychylny Polakom, który według planów ojca, miał dziedziczyć majątek. W Ostromecku zorganizował klub sportowy, a w 1929 roku w Barcelonie reprezentował Polskę w wyścigu motocyklowym. Starszy syn Werner był skonfliktowany z ojcem oraz sprzyjał niemieckiemu ruchowi rewizjonistycznemu. Pod koniec lat 30. XX w. w lesie między Ostromeckiem, a Dąbrową Chełmińską odbywały się tajne zebrania Selbstschutzu.

### Okres okupacji niemieckiej
W okresie poprzedzającym wybuch II wojny światowej, w Ostromecku kwaterowała jednostka saperów, która 2 września 1939 roku wysadziła w powietrze kilka przęseł mostu fordońskiego. 4–5 września 1939 roku do miejscowości wkroczyli Niemcy. Członkowie miejscowego Selbstschutzu dokonali mordów na ok. 60 Polakach. Część osób zesłano do obozów koncentracyjnych, innych rozstrzelano w okolicznym lesie. Czynny w tym udział miał komendant Selbstschutzu w Ostromecku SS-Rottenführer Albrecht Werner von Alvensleben. Mając wpływy w administracji III Rzeszy oskarżył ojczyma Joachima von Alvensleben o propolską postawę, czego konsekwencją było zesłanie go do obozu koncentracyjnego w Dachau (aresztowany 3 września 1939, później przeniesiony do Buchenwaldu). Albrecht Werner von Avensleben występował w roli ordynata na Ostromecku do 1943 roku, kiedy na skutek donosów rodziny do gestapo zostało ujawnione jego pochodzenie „niepełnowartościowe rasowo”. W rezultacie usunięto go z SS, a majątek ostromecki we wrześniu 1943 skonfiskował Skarb III Rzeszy.
W 1940 roku w Ostromecku utworzono obóz dla jeńców angielskich, a od 1943 kwaterowała tu jednostka nasłuchu radiowego Wehrmachtu oraz oddział ukraiński. Do kontaktu z Berlinem służyła awionetka, dla której pole wzlotów urządzono na terenie obecnego osiedla Ostromecko-Zabasta. W latach 1940–1942 władze okupacyjne prowadziły akcję wysiedleńczą Polaków do Generalnego Gubernatorstwa. Ogółem z powiatu chełmińskiego wysiedlono około 3500 Polaków. Na ich miejsce sprowadzono Niemców z krajów nadbałtyckich, Besarabii i byłego Wolnego Miasta Gdańska.
W latach okupacji niemieckiej Ostromecko wchodziło w skład gminy Dąbrowa Chełmińska, powiatu chełmińskiego, rejencji bydgoskiej Okręgu Rzeszy Gdańsk-Prusy Zachodnie, na czele którego stał namiestnik Albert Forster. Na terenie Prus Zachodnich obowiązywał zakaz posługiwania się językiem polskim pod groźbą zesłania do obozu koncentracyjnego. W marcu 1941 wprowadzono niemiecką listę narodowościową (niem. Volksliste), która służyć miała zniemczeniu ludności polskiej oraz zasileniu Wehrmachtu nowymi rekrutami. Od 1942 Polaków zmuszano do wpisywania się na listę pod groźbą wysiedlenia, a także umieszczenia w obozie koncentracyjnym. W kwietniu 1943 w powiecie chełmińskim 57% mieszkańców posiadało jedną z grup niemieckiej listy narodowej. Osoby z III i IV grupy Volksliste mieli limitowane produkty żywnościowe oraz 12-godzinny dzień pracy. Dzieci z Ostromecka i sąsiednich wsi uczęszczały do szkoły jednoklasowej w Mozgowinie, a następnie do 7-klasowej w Fordonie.
W latach 1939–1945 położona była w okręgu Rzeszy Gdańsk-Prusy Zachodnie, w rejencji bydgoskiej (Regierungsbezirk Bromberg), w powiecie Chełmno (Kreis Kulm).

### Okres powojenny

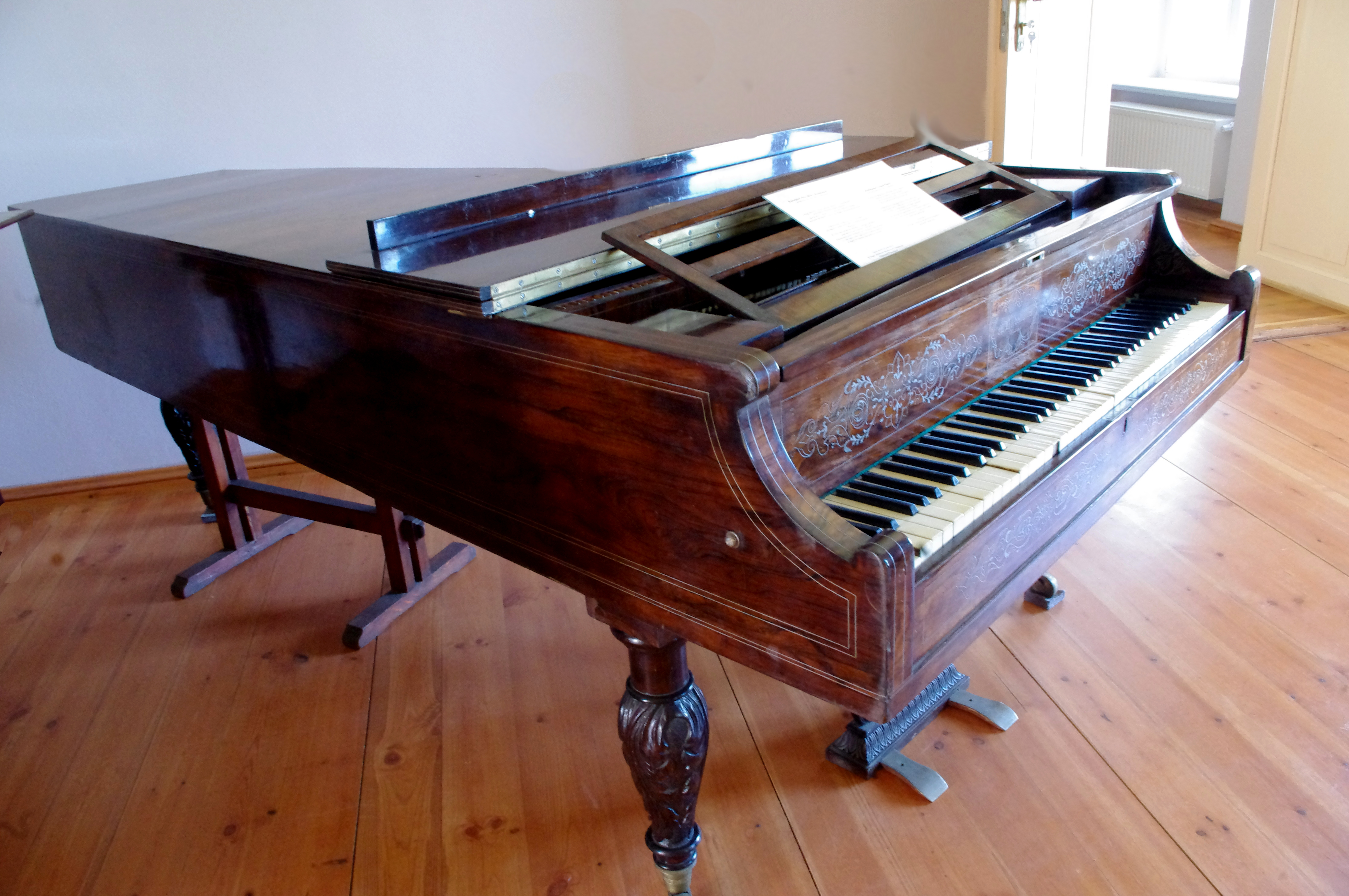
Jeden z eksponatów muzeum fortepianów w Pałacu Starym

W nocy 26 na 27 stycznia 1945 Ostromecko zajęły oddziały Armii Radzieckiej 2 Frontu Białoruskiego. Niemcom udało się wysadzić w powietrze dwa przęsła mostu fordońskiego. Na początku lutego 1945 w lasach koło Dąbrowy Chełmińskiej odbyła się kilkudniowa bitwa, podczas której okrążono i rozbito resztki wojsk niemieckich. W kościele ewangelickim utworzono obóz dla jeńców niemieckich, a zespół pałacowo-parkowy został splądrowany przez żołnierzy radzieckich oraz okoliczną ludność. Nowa władza pod nadzorem NKWD rozpoczęła działalność od aresztowań i zsyłek ludności do łagrów na terenie ZSRR.
W latach 1945–1954 Ostromecko wchodziło w skład gminy Dąbrowa Chełmińska, powiatu chełmińskiego, województwa bydgoskiego, będąc siedzibą jednostki pomocniczej gminy (gromady). Reforma administracyjna z 25 września 1954 w miejsce gmin powołała wyłącznie gromady. W latach 1954–1959 istniała gromada Ostromecko, którą utworzono na bazie dotychczasowych gromad: Ostromecko, Rafa, Strzyżawa i Wielka Kępa oraz bydgoskiego Zawiśla. Po reformie administracyjnej z 1975 roku miejscowość znajdowała się w gminie Dąbrowa Chełmińska w województwie bydgoskim, a od 1999 roku w gminie Dąbrowa Chełmińska, w powiecie bydgoskim i województwie kujawsko-pomorskim.
W 1945 roku majorat ostromecki znacjonalizowano w oparciu o przepisy reformie rolnej. W 1946 roku Komisja likwidacyjna mienia poniemieckiego przydzieliła pałace oraz cztery domy mieszkalne, dom administracyjny, dom ogrodnika, park i cześć ziemi ornej Ośrodkowi Szkolno-Wychowawczemu dla Dzieci i Młodzieży Słabosłyszącej i Niesłyszącej w Bydgoszczy, który tu funkcjonował do 1989 roku. Pozostałą ziemię rozparcelowano na rzecz okolicznych rolników, a wytwórnię wody mineralnej upaństwowiono. W miejscowości zorganizowano siedmioklasową szkołę podstawową w budynku dawnego browaru, do której uczęszczały także dzieci ze zlikwidowanych szkół w Mozgowinie i Strzyżawie. W 1957 roku rozebrano kościół ewangelicki pw. św. Pawła. W latach 1958–1985 u podnóża parku ostromeckiego zbudowano osiedle domów jednorodzinnych Ostromecko-Zabasta. Powstało ono z inicjatywy Alfonsa Nowaka, prezesa Wojewódzkiego Związku Gminnych Spółdzielni w Bydgoszczy. Pierwszymi jego mieszkańcami byli pracownicy WZGS, lekarze, wojskowi i nauczyciele z Bydgoszczy. Natomiast przy drodze do Dąbrowy Chełmińskiej wzniesiono osiedle Pod Gruszą. W 1971 oddano do użytku nowy 6-izbowy budynek szkolny. W latach 1993–1995 w Ostromecku funkcjonowało Policealne Studium Sztuk Plastycznych, przeniesione później do Torunia.
Od 1985 roku Pałac Mostowskich w Ostromecku przejęła na swoją filię Filharmonia Pomorska im. Ignacego Paderewskiego w Bydgoszczy. Zespół pałacowo-parkowy w Ostromecku nazywano „Bydgoskim Wilanowem” i planowano przekształcić w ośrodek kultury promieniujący na cały region. Dzięki inicjatywie Andrzeja Szwalbe, dyrektora filharmonii, w Pałacu Starym zgromadzono kolekcję współczesnego malarstwa i grafiki polskiej oraz zbiór 50 zabytkowych pianin i fortepianów. W 1986 rozpoczęto prace renowacyjne pałacu oraz porządkowanie parku. 15 października 1987 roku minister kultury Aleksander Krawczuk zatwierdził Fundację Ostromecką, która zbierała fundusze na generalną odnowę zespołu pałacowo-parkowego. W 1992 roku Pałac Nowy i park przejął wojewoda bydgoski, a w 1996 roku Miasto Bydgoszcz, dążąc do utworzenia tu ośrodka kulturalnego i rekreacyjnego dla mieszkańców miasta, w tym rozwijającej się, pobliskiej dzielnicy Fordon. Od 2008 roku właścicielem całego zespołu pałacowo-parkowego jest miasto Bydgoszcz, a administratorem Miejskie Centrum Kultury w Bydgoszczy. W latach 90. XX w. w Pałacu Starym, a od 2001 także w Pałacu Nowym prowadzono prace rewaloryzacyjne pod nadzorem Wojewódzkiego Konserwatora Zabytków. Od 1996 roku w zespole pałacowo-parkowym w Ostromecku odbywają się imprezy kulturalne dla mieszkańców Bydgoszczy i regionu, m.in.: koncerty muzyczne, spektakle teatralne, wystawy plastyczne, wernisaże artystów itp. W pałacowych wnętrzach odbywają się bale, zabawy, imprezy okolicznościowe, zebrania i spotkania środowisk naukowych, twórczych, politycznych i społecznych. W latach 2007–2011 kompleks pałacowy został gruntownie zrewitalizowany w ramach dwóch etapów projektu pn. Ostromecko – cztery pory roku, dofinansowanych ze środków Europejskiego Funduszu Rozwoju Regionalnego.
Po 2000 roku Ostromecko stało się jednym z beneficjentów procesu suburbanizacji okolic Bydgoszczy. W 2002 oddano do użytku salę gimnastyczną, a w 2005 powstał Zespół Szkół w Ostromecku, obejmujący przedszkole, szkołę podstawową i gimnazjum, od 2015 noszący imię Mariana Rejewskiego. W latach 2000–2008 nieczynna była linia kolejowa przebiegająca przez Ostromecko. Uruchomiono ją ponownie 13 listopada 2008 roku. Kursują tu pasażerskie szynobusy na trasie Bydgoszcz Główna – Chełmża.